# 小アンダマン島
座標: 北緯10度45分 東経92度30分 / 北緯10.750度 東経92.500度

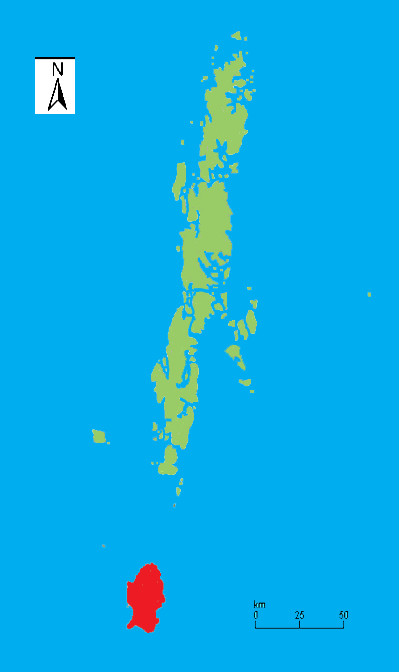
小アンダマン島

小アンダマン島（しょうアンダマンとう、Little Andaman）は、インド領アンダマン諸島中の島。インド洋東部にあり、アンダマン諸島の最南部にある。諸島の中では4番目の大きさであり、面積は739平方キロメートルである。1957年からはオンゲ族の居留地となっている。
島の植生は熱帯雨林が多く、またウミガメの希少種が散見される。1960年代にはインド政府が林業の振興政策をとったが、後にそれは放棄され、環境保護政策がとられることとなった。